# The Little Doctor of the Foothills
The Little Doctor of the Foothills è un cortometraggio muto del 1910 interpretato e diretto da Gilbert M. 'Broncho Billy' Anderson.

## Produzione
Il film, che fu prodotto dalla Essanay Film Manufacturing Company, venne girato a Santa Barbara.

## Distribuzione
Distribuito dall'Essanay Film Manufacturing Company, il film - un cortometraggio di una bobina - uscì nelle sale cinematografiche USA il 21 maggio 1910.